# Dalek Attack
A Dalek Attack egy számítógépes játék a Doctor Who című sci-fi sorozat alapján.
A játékban lehet irányítani a Doktor több regenerációját (változatoktól függően), valamint második játékosként Ace-t, vagy a UNIT katonáját.
A pályák London, Párizs, New York és Tokió városain, vagy a Skaro bolygón játszódnak.
Ez volt az utolsó (sikeres) játék a Spectrum nevű számítógépen. Ebben a változatban a Doktor túszokat ment meg, és veszélyes gömböket kerülget. Ebből a változatból kimaradtak a Robomanek, az Ogron, és a szabványos Dalekek. Az utolsó szinten szereplő ellenségek szintén mások
A játék 2015. január 5. óta elérhető az interneten.

## Fordítás
- Ez a szócikk részben vagy egészben  a   Dalek Attack című angol Wikipédia-szócikk fordításán alapul.  Az eredeti cikk szerkesztőit annak laptörténete sorolja fel. Ez a jelzés csupán a megfogalmazás eredetét és a szerzői jogokat jelzi, nem szolgál a cikkben szereplő információk forrásmegjelöléseként.